# Chelodamus mexicanus
Chelodamus mexicanus är en spindeldjursart som först beskrevs av Beier 1932.  Chelodamus mexicanus ingår i släktet Chelodamus och familjen blindklokrypare. Inga underarter finns listade i Catalogue of Life.